# Zdeňka Stavinohová
Zdeňka Stavinohová (24. května 1914 Tišnov – 9. ledna 2008 Brno) byla česká romanistka, vysokoškolská pedagožka, autorka učebnic a překladatelka z francouzštiny, obecně známá zejména jako autorka českého překladu Malého prince a dalších textů Antoina de Saint-Exupéryho.

## Život a dílo
Narodila se 24. května 1914 v Tišnově, ale dětství a mládí prožila ve Slavkově u Brna. Po dvou maturitách: na gymnáziu v Bučovicích (1933) a na Státní pedagogické akademii v Brně (1934) studovala francouzštinu a němčinu na Filozofické fakultě Masarykovy univerzity v Brně. Záhy se však zaměřila pouze na romanistiku. Ve druhé polovině 40. let studovala i na pařížské Sorbonně, v 50. letech však již povolení k dalšímu zahraničnímu studiu nedostala.
Zpočátku učila na středních školách, poté byla lektorkou francouzštiny. V letech 1956–1963 působila na katedře jazyků v Brně, kde připravovala texty pro učebnice středních a vysokých škol. V roce 1963 nastoupila jako pedagožka na svojí alma mater filozofické fakultě. Během svého působení na katedře romanistiky získala titul PhDr. (1967), CSc. (1968) a počátkem roku 1975 byla habilitována docentkou pro francouzský jazyk. Ve své vědecké práci se soustředila na románskou jazykovědu (například francouzské slovesné časy), didaktiku románských jazyků a překladatelství. Pozornost vzbudil její referát o francouzské gramatice na mezinárodní konferenci v Lucernu roku 1978. Publikovala ve vědeckých časopisech a sbornících, ale i v populárních periodicích a denním tisku.
Překládala v poměrně širokém záběru francouzskou literaturu, práce z oblasti výtvarného umění i beletrii, z níž vedle románů pro dospělé zpracovala i knihy pro děti a mládež. Známá je však zejména jako překladatelka Malého prince a dalších děl Antoina de Saint-Exupéryho. Její překlad Malého prince dosáhl velkého množství reedic a patří k nejprodávanějším titulům pro děti a mládež. Z dalších autorových děl překládala Válečné zápisy (1994), Letec a živly (1998), Dopis rukojmímu (2000) či vzpomínky jeho matky Marie de Saint-Exupéry Já a můj syn (1995). S matkou se ostatně Stavinohová přátelila, vedla s ní korespondenci až do její smrti v roce 1972 a napsala o ní biografickou publikaci Marie de Saint-Exupéry a její syn Antoine (2003). V roce 1999 byl v Praze vydán výbor ze Stavinohové překladů Vzpomínka na Saint-Exupéryho a jeho matku. Zásluhu měla i na překladu odborné literatury – esej Saint-Exupéry od Roye Julese (2001).
Z dalších knih pro malé čtenáře a čtenářky přeložila např. od Charlese Vildraka Kozlíček Kaštánek (1964) nebo od Alaina a Gérarda Gréeových Tomíkovy objevy (1980) a Tomík objevuje přírodu (1983), podílela se i na překladu dětské „encyklopedie otázek a odpovědí“ Řekni proč (1987).